# Saint-Quentin-le-Petit
Saint-Quentin-le-Petit – miejscowość i gmina we Francji, w regionie Grand Est, w departamencie Ardeny.
Według danych na rok 1990 gminę zamieszkiwały 163 osoby, a gęstość zaludnienia wynosiła 18 osób/km².

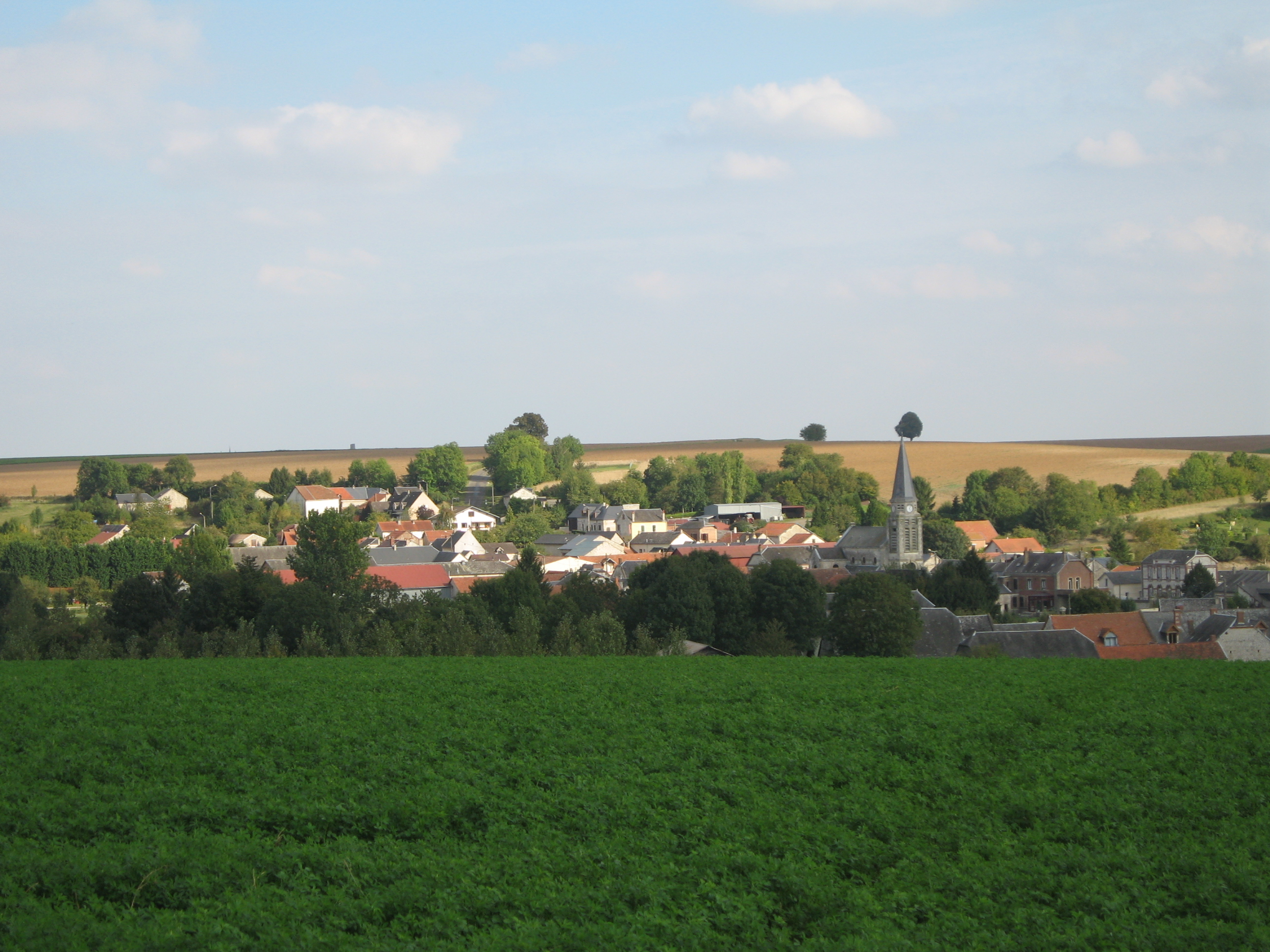
Saint-Quentin-le-Petit, 2007